# Red Army (película)
Red Army (2014) es una película documental dirigida, producida y escrita por Gabe Polsky y producida por Jerry Weintraub y Werner Herzog. Red Army se estrenó en el Festival de Cannes de 2014 y se empezó a proyectar en cines seleccionados el 22 de enero de 2015, distribuida por Sony Pictures. El documental narra la historia de la Selección de hockey sobre hielo de la Unión Soviética según la mirada de su capitán Slava Fetisov.
El filme detalla el estrecho vínculo entre el deporte y la política en la época de la Guerra Fría entre Estados Unidos y la Unión Soviética. También cuenta como los jugadores soviéticos fueron abucheados en la National Hockey League aunque años más tarde, finelmente inundaron la NHL. El documental es particularmente duro con los métodos despiadados del entrenador soviético Viktor Tikhonov, sobre el que ninguno de los jugadores soviéticos tenía una palabra amable. Tikhonov murió en noviembre de 2014.

## Trasfondo
Red Army relata el dominio que la Unión Soviética mantuvo en el hockey sobre hielo durante los años de la Guerra Fría.

## Estreno
Red Army se estrenó en Estados Unidos en el Festival de cine de Toronto de 2014 y fue estrenada en cines por Sony Pictures Classics. Fue estrenada también en la sección especial del Festival de Cannes de 2014.
El filme fue el único documental en ser incluido en la selección oficial del Festival de cine de Telluride de 2014, Festival de cine de Toronto, Festival de cine de Nueva York y AFI. Red Army ganó el Premio de la Audiencia AFI 2014, Chicago y Middleburg. El filme fue seleccionado también para la ceremonia de apertura del Festival de cine de Moscú de 2014.

## Recepción
Red Army es uno de los documentales mejor considerados por la crítica de 2014, manteniendo una popularidad del 97% en Rotten Tomatoes con una puntuación media de 7.9/10 basada en 92 críticas. El resumen indica: «Divertida y fascinante, Red Army muestra un drama documental absorbente para los fans del hockey y noveles del deporte.» En Metacritic, el filme tiene una puntuación de 83/100 basada en 33 críticas, indicando "aclamación universal".
A. O. Scott, periodista de The New York Times, dijo que Red Army es una "historia alocada y emocionante que recuerda a las novelas de Tolstói y a la absurdidad de Gógol". En el Time Magazine escribieron de ella como "una película alegre y conmovedora que ha trascendido décadas, fronteras e ideologías". Scott Feinberg, de The Hollywood Reporter dijo que el documental era "uno de los mejores que había visto jamás".